# Allegheny County Courthouse
Het Allegheny County Courthouse is een Amerikaans gerechtsgebouw met aanpalende gevangenis (de Allegheny County Jail) in de stad Pittsburgh (Pennsylvania). Het werd in de periode 1883-1888 naar een ontwerp van Henry Hobson Richardson gebouwd. Tot 1902 was het Allegheny County Courthouse het hoogste bouwwerk van Pittsburgh. Sinds 1976 is het bouwwerk erkend als National Historic Landmark.